# Ntarabana
Ntarabana (Kinyarwanda Umurenge wa Ntarabana) ist einer von 17 Sektoren im Distrikt Rulindo in der Nordprovinz von Ruanda.

## Geographie
Ntarabana hat eine Fläche von 35,0 km² und liegt auf einer Höhe von etwa 1720 m. Der Sektor unterteilt sich in die drei Zellen Kajevuba, Kiyanza und Mahaza. Nachbarsektoren sind im Norden Mutete, im Nordosten Rutare, im Osten Rutunga, im Süden Nduba, im Südwesten Masoro, im Westen Cyinzuzi und im Nordwesten Burega. Die Südwestgrenze von Ntarabana bildet der Rusine und die Nordostgrenze der Muyanza. Beide münden in den Nyabugogo, der wiederum die Ostgrenze des Sektors bildet.

## Bevölkerung
Nach der Volkszählung von 2022 betrug die Einwohnerzahl 24.748 Einwohner. Zehn Jahre zuvor waren es 18.065, was einem jährlichen Bevölkerungszuwachs von 3,2 Prozent zwischen 2012 und 2022 entspricht.

## Verkehr
Entlang der Ostseite des Sektors verläuft die asphaltierte Nationalstraße 3. Von dieser geht nach Nordwesten eine District Road ab.